# Karl Wischke
Karl Wischke (* 8. Januar 1872 in Müncheberg, Kreis Lebus; † 25. August 1943 in Woltersdorf) war ein deutscher Architekt, Dozent, Maler und Zeichner.

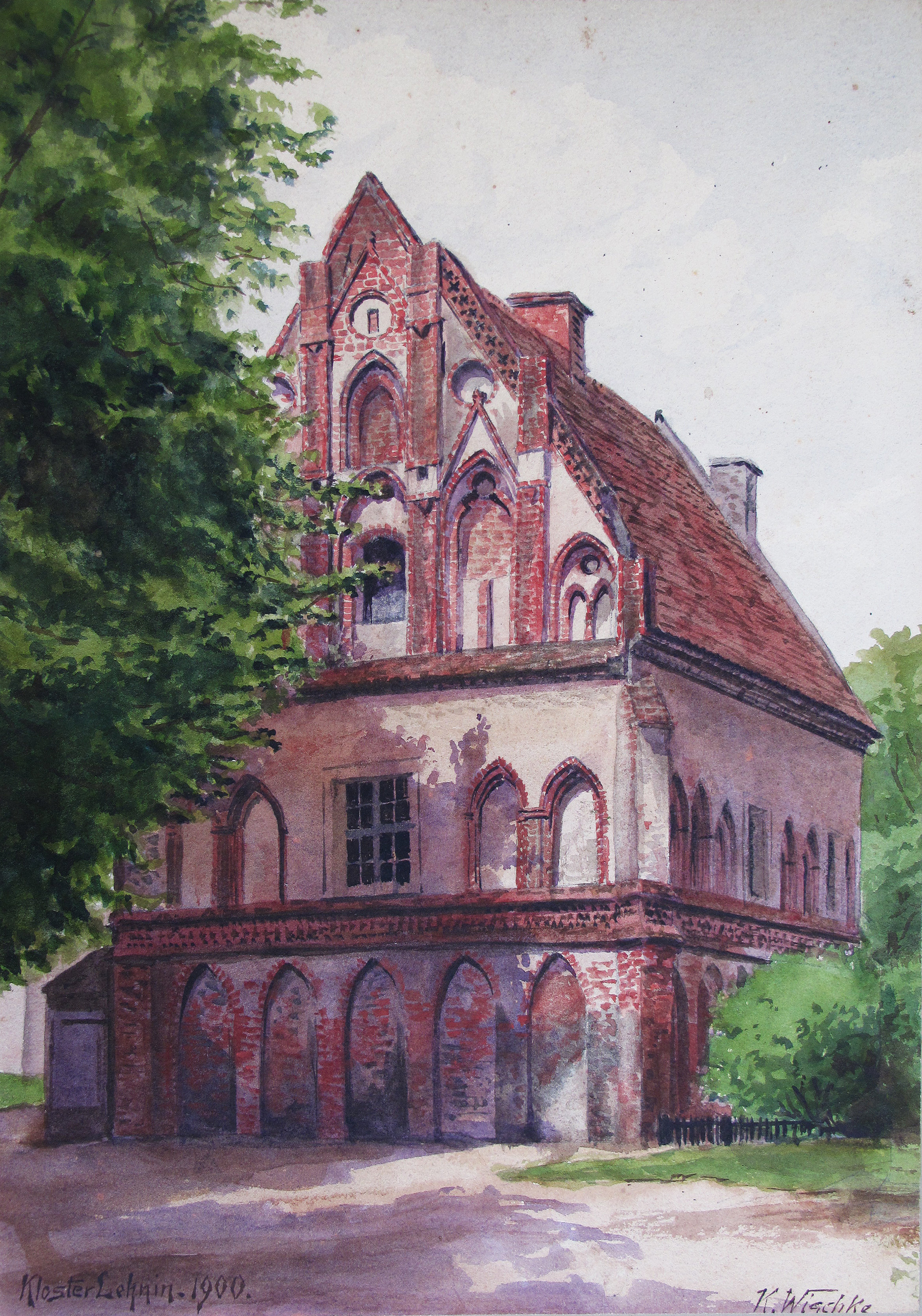
Königshaus des Klosters Lehnin aus dem Jahre 1900. Bearbeitetes Foto vom Original eines Aquarells des Architekten Karl Wischke

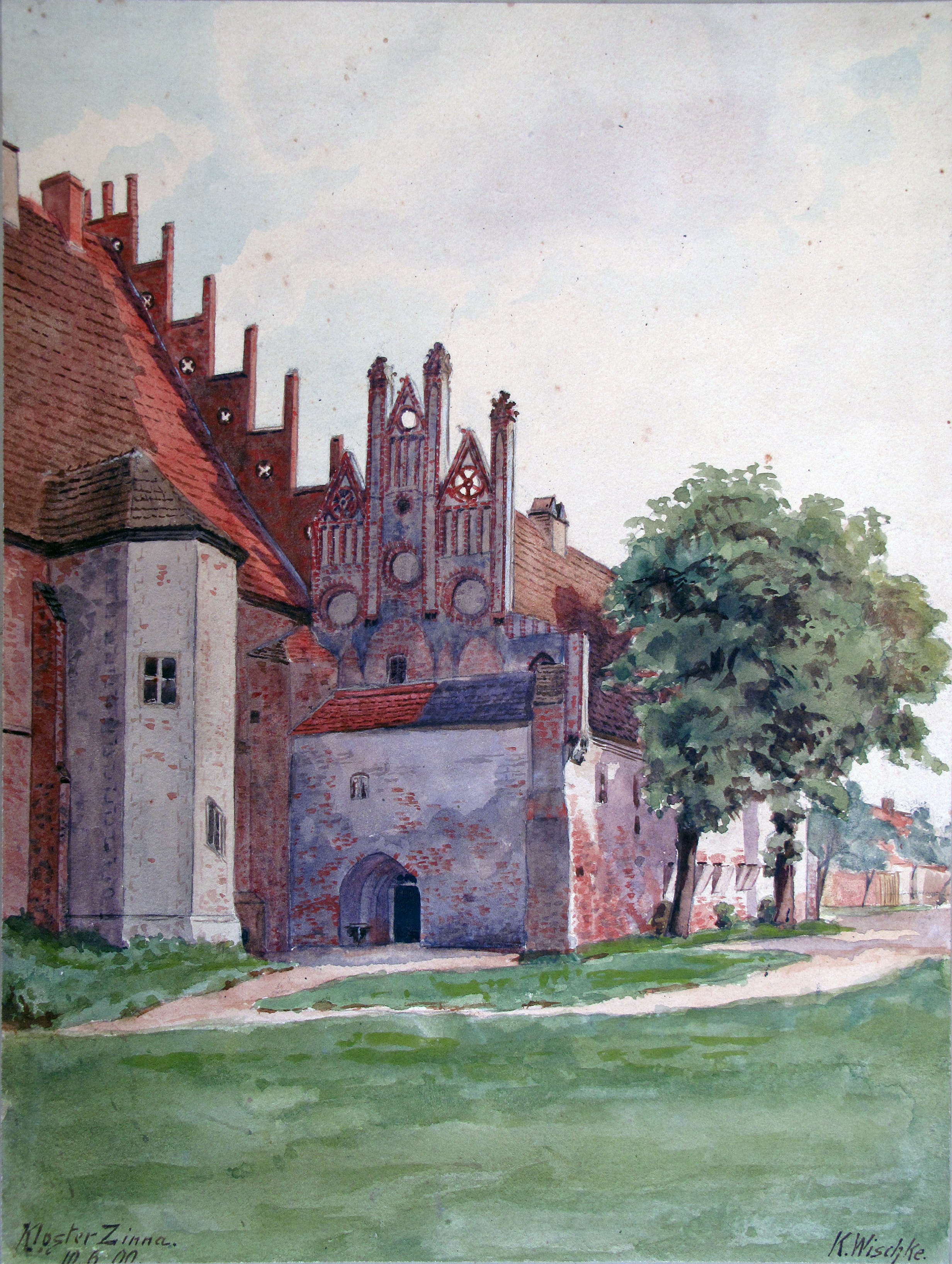
Gartenseite des Klosters Zinna aus dem Jahre 1900. Bearbeitetes Foto vom Original eines Aquarells des Architekten Karl Wischke

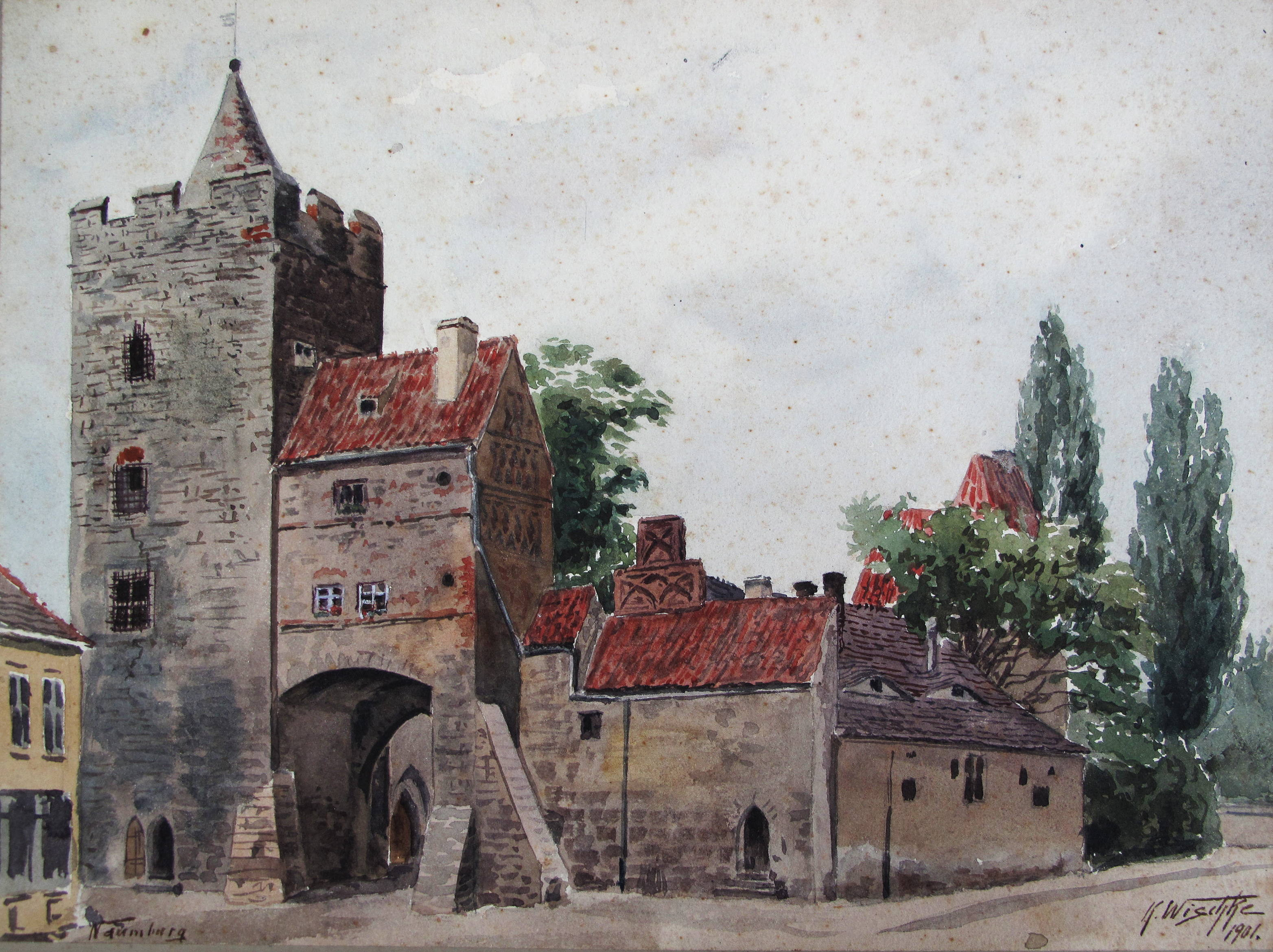
Das Naumburger Marientor aus dem Jahre 1901. Bearbeitetes Foto vom Original eines Aquarells des Architekten Karl Wischke

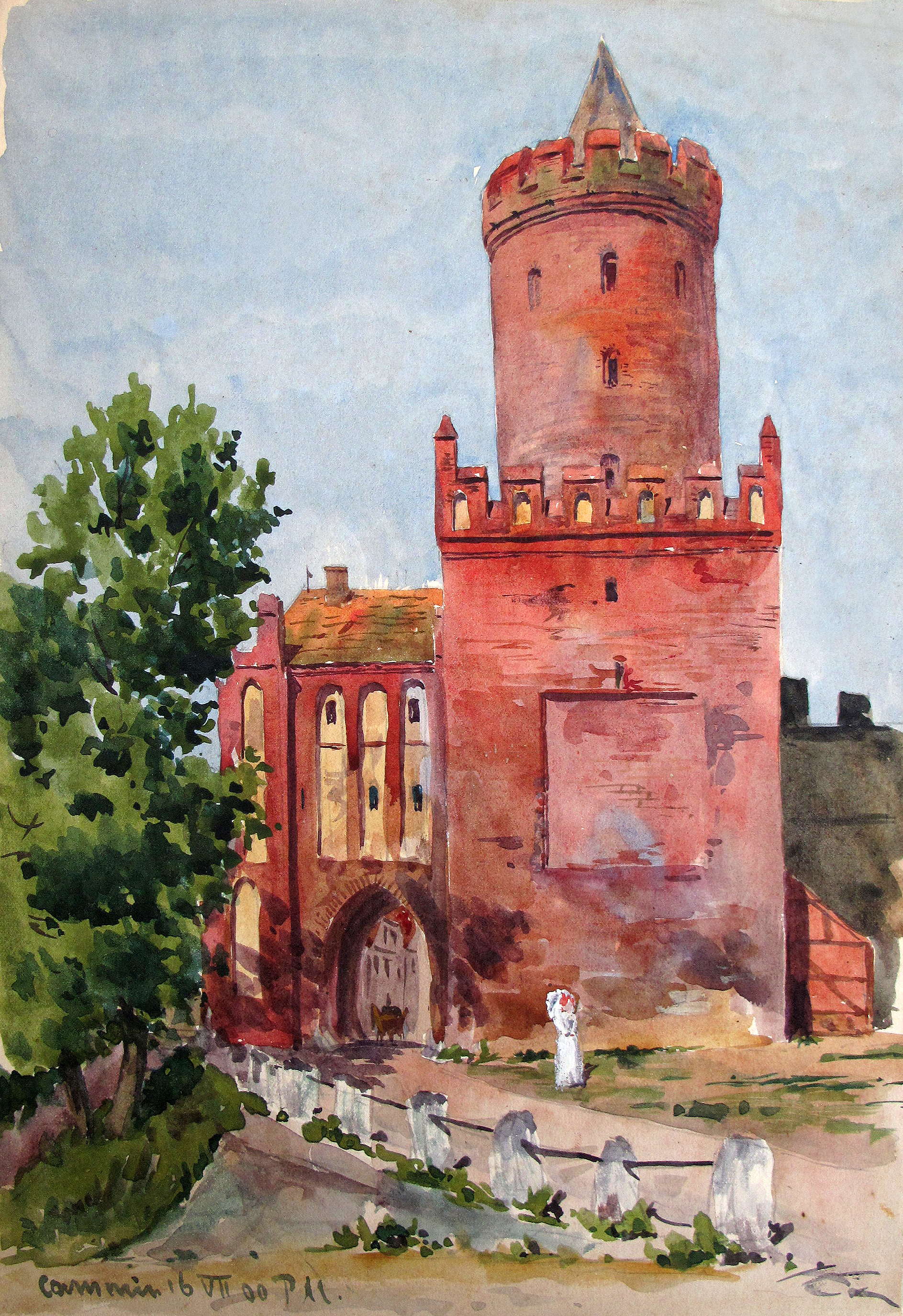
Stadttor von Kammin (Kamien Pomorski) aus dem Jahre 1900. Bearbeitetes Foto vom Original eines Aquarells des Architekten Karl Wischke

Karl Wischke, dessen künstlerische Tätigkeit sich aus seiner beruflichen als Architekt herleiten lässt, schuf nachweislich während seiner Studienzeit an der Königlich Technischen Hochschule zu Berlin zu Beginn des 20. Jahrhunderts eine Reihe von Aquarellen und Federzeichnungen von historischen Bauwerken seiner Zeit sowie seiner märkischen Heimat. Bekannt sind Abbildungen von Klöstern, Stadttoren und Kirchen, aber auch Landschaftsstudien mit Bauerngehöften und Seeufern. Unter seinen Federzeichnungen befinden sich neben ähnlichen Motiven auch Vorlagen für Schmuckblätter zu den unterschiedlichsten Anlässen, wie Trauungen und Kindstaufen.  Bekannt sind auch seine Entwürfe zu Stadttoren und exklusiven Villen, sowie eine Anzahl von Entwürfen zu speziellen Bauwerksteilen. Bisher sind lediglich Aquarelle, Bleistift- und Federzeichnungen bekannt.

## Leben

### Kindheit
Wilhelm Wischke wurde 1872 als zweites von sechs Kindern des Maurermeisters Karl Wischke in Müncheberg in der Mark, Kreis Lebus (heute Märkisch-Oderland) geboren. Sein älterer Bruder war der am 21. Dezember 1869 in Müncheberg geborene und am 7. August 1928 in Danzig verstorbene Maler, Radierer und Oberlehrer für Zeichnen am Conrad´schen Gymnasium und an der Conrad´schen Oberrealschule in Langfuhr, Wilhelm Ludwig Friedrich Karl Wischke. Über die ersten Mal- und Zeichenversuche ist leider nichts überliefert, es ist allerdings anzunehmen, dass beide Brüder gleichermaßen in frühen Jahren ihrer Kindheit eine fundierte Ausbildung im Zeichnen erhielten. Schlug der Bruder eine pädagogische Laufbahn ein (er legte in Berlin am 8. August 1899 die Zeichenlehrerprüfung ab), erwachte in Karl Wischke das Interesse an der Architektur, die es ihm weiterhin ermöglichen würde, sein Zeichentalent unter Beweis zu stellen. Er wollte nicht nur bloße Abbilder der Wirklichkeit zu Papier bringen, sondern dass von ihm erdachte und aufgezeichnete Entwürfe in die Realität übertragen werden.

### Ausbildung 1900–1904
In den Jahren 1900 bis 1904 war Karl Wischke als Gasthörer an der Königlich Technischen Hochschule zu Berlin in der Abteilung I (=Architektur) immatrikuliert und ist mit Studienbescheinigung vom 28. Juli 1905 ausgeschieden. Aus dieser Zeit befinden sich im Architekturmuseum der Technischen Universität Berlin Drucke von Seminararbeiten der Königlich Technischen Hochschule Berlin, die auch Beispiele aus seiner Hand enthalten und die seine zeichnerischen Fähigkeiten eindrucksvoll dokumentieren. Es handelt sich dabei meist um Entwürfe für Stadttore, Villen und Sarkophage oder auch Bauwerksdetails, wie z. B. Treppenwangen und verschiedene Arten von Konsolen.

### Beruflicher und künstlerischer Werdegang ab 1905
Das Wirken nach dem Studium ist bisher wenig erforscht. Im Programm der Königlich Technischen Hochschule zu Berlin für das Studienjahr 1907–1908 wird der Architekt Professor Wischke als ständiger Assistent der Abteilung für allgemeine Wissenschaften, insbesondere für Mathematik und Naturwissenschaften mit Wohnsitz in der Tempelherrenstraße 15 III in Berlin S53 gelistet.
Am 30. Juni 1906 gründete er zusammen mit Arno Elsässer in Woltersdorf (Kreis Niederbarnim) die „Schönblick-Baugesellschaft-mbH“, welche die Bauaufträge der Kolonisten des heutigen Gemeindeteils von Woltersdorf, Schönblick, ausführte. Wischke setzte hier den Gartenstadt-Gedanken architektonisch um und war als Architekt der erste Geschäftsführer der Gesellschaft. 1909 erhielt er vom Kreis Niederbarnim ein Ehrendiplom für die Villen Pohl, Rosal und Bartholdy in Schönblick.

## Werke
Karl Wischkes Werke sind im Architekturmuseum der Technischen Universität Berlin in den Sammlungen von Drucken aus Seminararbeiten zu sehen. Einige, wenige Werke gelangten auf Auktionen in Privatbesitz.